# Dircema nigripenne
Dircema nigripenne es una especie de insecto coleóptero de la familia Chrysomelidae.
Fue descrita científicamente en 1792 por Fabricius.